# Smicropus laeta
Smicropus laeta là một loài bướm đêm trong họ Geometridae.